# Pokémon Mundo misterioso: exploradores del tiempo y exploradores de la oscuridad
Pokémon Mundo misterioso: exploradores del tiempo (ポケモン不思議のダンジョン 時の探検隊 Poketto Monsutā Fushigi no Danjon Toki no Tankentai?) y Pokémon Mundo misterioso: exploradores de la oscuridad (ポケモン不思議のダンジョン 闇の探検隊 Poketto Monsutā Fushigi no Danjon Yami no Tankentai?) son dos videojuegos de la serie Pokémon Mundo misterioso lanzados para Nintendo DS. Llegaron al mercado en Japón el 13 de septiembre de 2007, en Estados Unidos el 20 de abril de 2008, en Australia el 19 de junio de 2008 y en Europa el 4 de julio de 2008. Son secuelas directas de Pokémon Mundo misterioso: equipo de rescate azul y equipo de rescate rojo.